# Joseph-Marie Amiot
Joseph-Marie Amiot (Toulon, 8 de fevereiro de 1718 — Pequim, 9 de outubro de 1793) foi um padre jesuíta, astrônomo e historiador, missionário francês na China. Foi o último sobrevivente da missão jesuíta na China.

## Biografia
Joseph-Marie Amiot nasceu em Toulon. Ingressou na Companhia de Jesus em 1737 e foi enviado em 1750 como missionário para a China. Logo conquistou a confiança do imperador Qianlong e passou o resto de sua vida em Pequim. Era um correspondente da Académie des Sciences, tradutor oficial de línguas ocidentais para o imperador Qianlong, e o líder espiritual da missão francesa em Pequim. Morreu em Pequim, em 1793, dois dias após a partida dos britânicos da embaixada Macartney. Ele não pode se encontrar com Lorde Macartney, mas exortou-o a paciência em duas cartas, explicando que "este mundo é o inverso do nosso próprio". Usava um nome chinês (錢德明) enquanto esteve na China.

## Obras
Amiot fez bom uso das vantagens que a sua situação oferecia, e suas obras possibilitaram o mundo ocidental conhecer o pensamento e a vida do Extremo Oriente muito mais do que as obras anteriores sobre o mesmo tema. Seu dicionário em manchu Dictionnaire tatare-mantchou-français (Paris, 1789) foi uma obra de grande valor, uma vez que a língua era anteriormente completamente desconhecida na Europa. Seus outros escritos encontram-se principalmente na Mémoires concernant l'histoire, les sciences et les arts des Chinois (15 volumes, Paris, 1776-1791). A Vie de Confúcio, o duodécimo volume daquela coleção, foi mais completa e precisa do que qualquer antecessora.
Amiot tentou impressionar os mandarins em Pequim com a peça musical para cravo, Les sauvages, de Jean-Philippe Rameau, uma suíte que foi posteriormente reformulada como parte da ópera-balé de Rameau, Les Indes galantes.